# イギリスの航空機産業
イギリスの航空機産業では、イギリスにおける航空機産業について記述する。

## 概要
第二次世界大戦終結後、イギリス国内には中小航空機メーカーが乱立していた。戦時中はロイヤル・エアクラフト・エスタブリッシュメントが新技術の開発に取り組み、その成果を各社が導入するなど、それぞれが得意分野を活かし、業界の発展に貢献して歴史に残る数々の名機を開発していたが、これは発注量が多かった戦時中だからこそ可能だった。第二次世界大戦が終結してから、各メーカーはジェット機の開発に着手するなど、常に最先端を維持していたものの、軍からの発注が激減したため、限られたパイの奪い合いが起こり、どのメーカーも青息吐息の状況だった。なお、第二次世界大戦終結前の1942年12月23日に創設されたブラバゾン委員会では、既に戦後の民間機市場を巡る攻防について、規模で勝るアメリカ企業との攻防が予想されていた。
第二次世界大戦が終結してからは、規模の経済の恩恵を享受するアメリカの航空機産業の後塵を拝すようになった。また、航空機のジェット化で開発費が高騰したため、一社だけでは開発費を賄う事が困難に成りつつあった。そのうえ、かつては磐石だと思われていた植民地が独立したため、市場を失い、フライ・ブリティッシュ政策も形骸化しつつあり、衰退に拍車をかけた。1960年代初頭に再編され、ホーカー・シドレーとブリティッシュ・エアクラフト・コーポレーションによる2つの機体製造グループとウエストランド・エアクラフトによるヘリコプターメーカー、ブリストル・シドレーとロールス・ロイス・リミテッドによる2つのエンジン製造グループに再編された。
1964年10月の総選挙により保守党から政権を引き継いだ労働党のウィルソン政権は国防費を非軍事産業の開発へふり替えるという政策を打ち出しており、保守党政権下で開発中だったBAC TSR-2、アームストロング・ホイットワース AW.681、ホーカー・シドレー P.1154が開発中止になった。
1965年12月、プラウデン委員会は、民間機の新規開発には政府からの強力な支援が不可欠であると議会へ提言していた。
1970年代に再び再編され、ブリティッシュ・エアクラフト・コーポレーションの機体製造メーカーとウエストランド・エアクラフトのヘリコプターメーカー、ロールス・ロイス・リミテッドのエンジン製造メーカーにそれぞれ集約された。
1960年代以降、イギリスの航空機産業界は従来の独自開発路線を転換して国際共同開発を模索する。